# Miriam Kilali
Miriam Kilali (* 21. März 1965 in Bendorf) ist eine deutsche Künstlerin. Sie wurde durch ihre Kunstprojekte mit dem Titel „Reichtum“ international bekannt.

## Leben
Kilali absolvierte von 1994 bis 2000 ein Studium Freie Kunst an der Kunsthochschule Berlin und der Universität der Künste. Von 2000 bis 2003 erfolgte ein Master-of-Arts-Studium an der Universität der Künste Berlin. Sie hatte Arbeitsaufenthalte in Moskau, Tunis, Venedig und New York zu den Filmarbeiten Cecilia und in Georgien.
Kilali lebt in Berlin.

## KunstprojekteReichtum
- „Hotel Marfino“ in Moskau (2005) und „Haus Schöneweide“[1] in Berlin (2008)

Die Reichtumprojekte verfolgen das Ziel, die Themen „Reichtum“ und „Armut“ abseits des rein materiell-konsumorientierten Zusammenhangs in engen Kontakt miteinander zu bringen. Es handelt sich um eine künstlerische Vision. Bei beiden Reichtumprojekten wurden Häuser, in denen dauerhaft wohnungslose, suchtkranke Menschen untergebracht sind, unter künstlerischen Aspekten derart verschönert, dass sie Wohlstand und Ästhetik zum Ausdruck bringen. Die Projekte wurden überwiegend mit Spendenmitteln finanziert. Für das Berliner Kunstprojekt „Reichtum 2“ wurden etwa 130.000 € aufgewendet. Die Umsetzung erzeugte sowohl öffentliches Lob als auch heftige Diskussionen z. B. zum Thema des Einsatzes finanzieller Mittel.

## Projekte und Preise
- 2022 Monheim Universal Message, Laser-Licht-Installation, Monheim am Rhein[3]
- 2009/10 Gabriele-Münter-Preis Ausstellung, Martin-Gropius-Bau, Berlin, Frauenmuseum Bonn
- 2010 Scopingus, Grüne Meile - Ab in die Mitte, NRW
- ON AIR Doku-Film, KunstRaumRhein, Basel
- Armut Reichtum Kunst, Weser5, Frankfurt/Main
- reich sein, Künstlerverein Walkmühle e. V., Wiesbaden
- 2010 ON AIR, Klanginstallation im öffentlichen Raum, Innenstadt Mainz[4]
- Wirkungsfeld Kunst, KWW, Künstlerdorf Schöppingen
- 2007/08 Reichtum 2 - Haus Schöneweide / GEBEWO - Soziale Dienste, das schönste Obdachlosenheim der Welt 2, Berlin
- Kunst trotz(t) Armut, Wanderausstellung, Berlin, Köln, Hannover, Bremen, Leipzig u. a.
- Impressionen 5 und on the road again 2, Moskau
- 2006 Arme habt ihr allezeit, Kongresszentrum Forum, Berlin
- Impressionen 3 + 4 und on the road again, Moskau
- 2004/05 Reichtum 1 - Hotel Marfino, das schönste Obdachlosenheim der Welt, Moskau
- Impressionen 1 + 2, Moskau